# Яска
Я́ска (ест. Jaska küla) — село в Естонії, у волості Пиг'я-Сакала повіту Вільяндімаа.

## Населення
Чисельність населення на 31 грудня 2011 року становила 84 особи.

## Географія
Поблизу населеного пункту  проходить автошлях 49 (Імавере — Вільянді — Карксі-Нуйа). Від села починаються автошляхи 24112 (Яска  — Вигма) та 24120 (Яска — Аймла).

## Історія
З 19 грудня 1991 до 1 листопада 2005 року село входило до складу волості Олуствере, з 1 листопада 2005 до 21 жовтня 2017 року — волості Сууре-Яані.